# Placemat Activity
Die Placemat Activity (engl. für Platzdeckchen; Placemat-Methode) ist eine Form der Gruppenarbeit und ein Bestandteil des Kooperativen Lernens. Im deutschen Sprachraum wird sie auch Platzdeckchenmethode genannt. Es handelt sich dabei um eine grafische Methode, die hilft, Informationen kooperativ zu sammeln und zu gewichten.
Die Methode der Placemat Activity bietet den Lernenden einer Gruppe die Möglichkeit, individuelle Antworten und Ideen zu einem Auftrag festzuhalten – dieser Auftrag kann ein Problem, ein Thema oder eine Frage sein. Die Methode eignet sich beispielsweise für Erarbeitungsphasen von (kontroversen) Themen. Die Methode kann dabei für ein Brainstorming, die Aufzeichnung recherchierter Informationen oder die Analyse von Dokumenten verwendet werden. Die Gruppenmitglieder notieren ihre individuellen Antworten zum Auftrag und teilen sich diese anschließend in der Gruppe mit. Nach dem Austausch und der Diskussion über die Antworten schreibt die Gruppe die vereinbarten Antworten zum Auftrag in die Mitte des Placemats.

## Beschreibung und Umsetzung
Die Lerngruppe bzw. Klasse wird bei dieser Methode in Gruppen aufgeteilt. Die Gruppen bestehen bei aus idealerweise vier Mitgliedern. Jede Gruppe erhält eine Placemat, das wie in der Abbildung vorbereitet worden ist. Auf der Placemat sind der Personenanzahl entsprechend viele Felder plus eins in der Mitte gekennzeichnet. Bei vier Personen in einer Gruppe wären das vier Felder plus eins in der Mitte. Das Placemat sollte eine Größe eines A3- oder A2-Papiers haben.

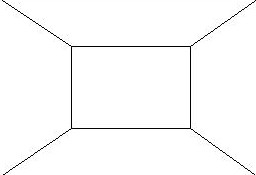
Placemat für vier Personen

Alle Gruppen erhalten einen Auftrag zu einem bestimmten Thema, zum Beispiel: „Was versteht ihr unter Demokratie?“. Dieser Auftrag sollte offen sein, um den Lernenden vielfältige Antwortmöglichkeiten zu bieten und ihnen so den Zugang zum Thema zu erleichtern. Alle Teilnehmenden schreiben ihre eigenen Gedanken, Ideen oder ihr Wissen zum Auftrag auf ihrem Teil des Placemat in einer vorher festgelegten Zeit – etwa fünf bis zehn Minuten.
Das klassische Vorgehen ist Folgendes:
1. Nachdenken und Schreiben: Die Lernenden notiert jeweils in seinem Segment ihre eigenen Gedanken zu der Hauptfrage. Dieser Schritt kann auf verschiedene Weise erfolgen: Die Lernenden können alle an einem Tisch sitzen und gleichzeitig auf das Placemat schreiben, oder die Lernenden schreiben ihre Gedanken einzeln auf und geben das Blatt dann an die nächste Person weiter, bis alle aus der Gruppe ihre Gedanken verschriftlicht haben. (Dauer etwa fünf Minuten)[1][3]
2. Vergleichen: In dieser Phase kann der Vergleich stumm oder im kommunikativen Austausch erfolgen. In der stummen Version lesen die Gruppenmitglieder die Notizen der anderen und fragen nur bei Verständnis- oder Leseschwierigkeiten nach. In einer kommunikativen Version können die Lernenden ihre Notizen auch gegenseitig vorstellen. (Dauer etwa fünf Minuten)
3. Teilen und Konsens finden: Die Gruppe entscheidet gemeinsam, welche der genannten Gedanken in die Mitte des Blattes geschrieben werden. Hilfreich ist eine Begrenzung, etwa „Einigt euch auf fünf Hauptpunkte“. Diese Hauptpunkte können dann auch noch priorisiert werden. (Dauer etwa zehn Minuten)

Abschließend präsentiert jede Gruppe ihre Arbeitsergebnisse der ganzen Klasse. Während der Präsentation können wichtige Gedanken, Fakten und Ideen der Lernenden z. B. an der Tafel festgehalten oder notiert werden.